# 201 aC
El 201 aC va ser un any del calendari romà prejulià. A la República i a l'Imperi Romà es coneixia com l'Any del Consolat de Lèntul i Petus (o també any 553 Ab urbe condita). L'ús del nom «201 aC» per referir-se a aquest any es remunta a l'alta edat mitjana, quan el sistema Anno Domini va ser el mètode de numeració dels anys més comú a Europa.

## Esdeveniments

### Imperi Macedònic
- Rodes declara la guerra a Macedònia i s'alia amb Àtal I de Pèrgam. Filip V ocupa Samos i assetja Quios però les flotes combinades de Pèrgam, Bizanci, Cízic i Rodes li presenten batalla, i el derroten (tot i la mort de l'almirall rodi Teofilisc) en la batalla de Quios, però de manera no decisiva, i en un segon combat a Lade Filip obté la victòria.[2]

### Antiga Grècia
- Filopemen és nomenat estrateg de la Lliga Aquea i reuneix un exèrcit a Tegea. Fa caure als mercenaris de Nabis, tirà d'Esparta, en una emboscada a la frontera de Lacònia, en un lloc anomenat Scotitas, i en fa una gran mortaldat. Nabis s'ha de replegar cap al seu territori.[3]

### Antiga Roma
- Aquest any són elegits cònsols Gneu Corneli Lèntul i Publi Eli Petus.[4]
- Lèntul desitjava ser destinat a la província d'Àfrica per acabar la Segona Guerra Púnica contra Cartago, però aquesta el senat] li va donar a Publi Corneli Escipió Africà. Lèntul dirigeix la flota romana a la costa de Sicília amb ordres d'anar a Àfrica si calia. Escipió deia sovint que només amb el desig de Lèntul s'hauria d'haver pogut destruir Cartago.[5]
- Petus rep Itàlia com a província, i resol un conflicte amb els bois. Eli Petus signa un tractat amb els ingauns de Ligúria.[6]
- Gai Ampi, prefecte dels aliats romans, amb uns 7.000 homes, cau en una emboscada quan ataca als bois, enviat pel cònsol Eli Petus. És derrotat i mort amb els seus homes.[7]

### Imperi Cartaginès
- Hannó II el Gran, dirigent del partit aristocràtic a Cartago i oposat a la guerra contra els romans que dirigia Hamílcar Barca, és un dels ambaixadors enviats a Escipió Africà per demanar la pau després de la batalla de Zama (202 aC).[8]
- Massinissa, aliat dels romans, rep aquest any el regne de Numídia Oriental que havia pertangut a Sífax, derrotat en la batalla de Cirta, i l'ajunta amb el seu regne, la Numídia Occidental, i forma el Regne de Numídia.[9][10]